# Associazione Calcio Trento 1987-1988
Questa voce raccoglie le informazioni riguardanti l'Associazione Calcio Trento nelle competizioni ufficiali della stagione 1987-1988.

## Rosa

Il neoacquisto Giuseppe Signori in maglia gialloblù

| N. |                   | Ruolo | Calciatore         |
| -- | ----------------- | ----- | ------------------ |
|    | Italia (bandiera) | A     | Gabriele Albasini  |
|    | Italia (bandiera) | C     | Giulio Andreoli    |
|    | Italia (bandiera) | C     | Mirco Balacich     |
|    | Italia (bandiera) | D     | Guido Belardinelli |
|    | Italia (bandiera) | D     | Corrado Benedetti  |
|    | Italia (bandiera) | P     | Vinicio Bisioli    |
|    | Italia (bandiera) | A     | Luigi Capuzzo      |
|    | Italia (bandiera) |       | Ceraso             |
|    | Italia (bandiera) | C     | Antonio Di Curzio  |
|    | Italia (bandiera) | D     | Franco Gabrieli    |

| N. |                   | Ruolo | Calciatore          |
| -- | ----------------- | ----- | ------------------- |
|    | Italia (bandiera) | D     | Antonio Grani       |
|    | Italia (bandiera) | A     | Roberto Labardi     |
|    | Italia (bandiera) | C     | Walter Liset        |
|    | Italia (bandiera) | C     | Giancarlo Lucchetta |
|    | Italia (bandiera) | C     | Gregorio Mauro (I)  |
|    | Italia (bandiera) | D     | Gian Paolo Morabito |
|    | Italia (bandiera) | P     | Luca Pellini        |
|    | Italia (bandiera) | A     | Domenico Penzo      |
|    | Italia (bandiera) | A     | Giuseppe Signori    |
|    | Italia (bandiera) | C     | Giuseppe Vitillo    |

## Risultati

### Serie C1

#### Girone di andata
| 19 settembre 1987 1ª giornata | Trento | 0 – 2 | SPAL |  |

| 27 settembre 1987 2ª giornata | Reggiana | 5 – 2 | Trento |  |

| 4 ottobre 1987 3ª giornata | Trento | 0 – 1 | Lanerossi Vicenza |  |

| 11 ottobre 1987 4ª giornata | Trento | 2 – 0 | Virescit Bergamo |  |

| 18 ottobre 1987 5ª giornata | Monza | 0 – 0 | Trento |  |

| 25 ottobre 1987 6ª giornata | Trento | 0 – 0 | Centese |  |

| 1º novembre 1987 7ª giornata | Spezia | 0 – 0 | Trento |  |

| 8 novembre 1987 8ª giornata | Trento | 1 – 0 | Lucchese |  |

| 15 novembre 1987 9ª giornata | Vis Pesaro | 2 – 1 | Trento |  |

| 22 novembre 1987 10ª giornata | Trento | 0 – 0 | Ospitaletto |  |

| 29 novembre 1987 11ª giornata | Pavia | 2 – 1 | Trento |  |

| 6 dicembre 1987 12ª giornata | Trento | 1 – 1 | Ancona |  |

| 13 dicembre 1987 13ª giornata | Livorno | 3 – 1 | Trento |  |

| 20 dicembre 1987 14ª giornata | Fano | 1 – 1 | Trento |  |

| 3 gennaio 1988 15ª giornata | Trento | 2 – 1 | Derthona |  |

| 10 gennaio 1988 16ª giornata | Prato | 2 – 0 | Trento |  |

| 17 gennaio 1988 17ª giornata | Trento | 0 – 0 | Rimini |  |

#### Girone di ritorno
| 24 gennaio 1988 18ª giornata | SPAL | 0 – 0 | Trento |  |

| 31 gennaio 1988 19ª giornata | Trento | 0 – 0 | Reggiana |  |

| 7 febbraio 1988 20ª giornata | Lanerossi Vicenza | 0 – 0 | Trento |  |

| 21 febbraio 1988 21ª giornata | Virescit Bergamo | 0 – 0 | Trento |  |

| 28 febbraio 1988 22ª giornata | Trento | 2 – 0 | Monza |  |

| 6 marzo 1988 23ª giornata | Centese | 1 – 2 | Trento |  |

| 13 marzo 1988 24ª giornata | Trento | 4 – 1 | Spezia |  |

| 20 marzo 1988 25ª giornata | Lucchese | 0 – 0 | Trento |  |

| 2 aprile 1988 26ª giornata | Trento | 0 – 1 | Vis Pesaro |  |

| 10 aprile 1988 27ª giornata | Ospitaletto | 1 – 3 | Trento |  |

| 17 aprile 1988 28ª giornata | Trento | 1 – 0 | Pavia |  |

| 24 aprile 1988 29ª giornata | Ancona | 0 – 0 | Trento |  |

| 8 maggio 1988 30ª giornata | Trento | 1 – 0 | Pro Livorno |  |

| 15 maggio 1988 31ª giornata | Trento | 2 – 0 | Fano |  |

| 22 maggio 1988 32ª giornata | Derthona | 3 – 2 | Trento |  |

| 29 maggio 1988 33ª giornata | Trento | 2 – 0 | Prato |  |

| 5 giugno 1988 34ª giornata | Rimini | 0 – 1 | Trento |  |